# Fielder Jones
Fielder Allison Jones (Shinglehouse, Pennsylvania, 1871. augusztus 13. – Portland, Oregon, 1934. március 13.) amerikai baseballozó és baseballedző. Leginkább a Chicago White Sox játékosaként és edzőjeként ismert.

## Élete
Édesapja bolttulajdonos. Az Alfredi Egyetemen baseballozott, valamint fivérével 1891-ben földmérőként dolgozott.
62 évesen, szívrohamban hunyt el Portlandben. Sírhelye a Wilhelm mauzóleumban van.

## Pályafutása

### Játékosként
1891-től (más források szerint 1893-tól) az Oregon State League dobója és középkülsőse volt, később pedig Massachusetts és New York állambeli csapatoknál játszott.
1896-tól a Brooklyn Bridgegroomsnál, 1901-től pedig a Chicago White Soxnál játszott. 1904-ben Charles Comiskey, a White Sox tulajdonosa erős kezű vezetőt kívánva edzővé nevezte ki. 1906-ban megnyerték a World Seriest. 1908-ban a Comiskey-vel való összeférhetetlensége miatt lemondott.
1910-ben a Chehalis Gophers tagja lett, miután az edzőt egy játékos leszúrta. Comiskey engedélyével fizetés nélkül dolgozott. Ütőátlaga .258 volt, ezzel elnyerte a Washington State League ütőbajnoki címét. 1914-től egy szezonra a St. Louis Terriers edzője lett, de a liga feloszlott. 1916 és 1918 között a St. Louis Browns edzője volt.

### Edzőként
Portlandbe költözve a faiparban dolgozott. 1910-ben az Oregon State Beavers vezetőedzője volt; eredménye 13–4–1 volt, a csapat pedig megnyerte a Northwest divízió bajnokságát.

## Statisztika
A 15 szezon alatti 1788 játékon az alábbi eredményeket érte el:
- Ütőátlag: .285
- Futás: 1180
- Duplapontos ütés: 206
- Triplapontos ütés: 75
- Hazafutás: 21
- Beütött futás: 631
- Ellopott bázis: 359
- Sétálás: 817
- Báziselérési arány: .368
- Súlyozott ütőátlag: .347
- Védekezési átlag: .962

## Eredményei vezetőedzőként
| Csapat             | Év        | Szezon | Szezon | Szezon | Szezon | Szezon  | Rájátszás | Rájátszás | Rájátszás | Rájátszás           |
| Csapat             | Év        | Jsz    | Gy     | V      | Gy%    | H       | Gy        | V         | Gy%       | Eredmény            |
| ------------------ | --------- | ------ | ------ | ------ | ------ | ------- | --------- | --------- | --------- | ------------------- |
| Chicago White Sox  | 1904      | 113    | 66     | 47     | .584   | 3.      | –         | –         | –         | –                   |
| Chicago White Sox  | 1905      | 152    | 92     | 60     | .605   | 2.      | –         | –         | –         | –                   |
| Chicago White Sox  | 1906      | 151    | 93     | 58     | .616   | 1.      | 4         | 2         | .667      | World Series-bajnok |
| Chicago White Sox  | 1907      | 151    | 87     | 64     | .576   | 3.      | –         | –         | –         | –                   |
| Chicago White Sox  | 1908      | 152    | 88     | 64     | .579   | 3.      | –         | –         | –         | –                   |
| CWS:               | CWS:      | 719    | 426    | 293    | .592   | –       | 4         | 2         | .667      | –                   |
| St. Louis Terriers | 1914      | 38     | 12     | 26     | .316   | 8.      | –         | –         | –         | –                   |
| St. Louis Terriers | 1915      | 154    | 87     | 67     | .565   | 2.      | –         | –         | –         | –                   |
| SLT:               | SLT:      | 192    | 99     | 93     | .516   | –       | 0         | 0         | –         | –                   |
| St. Louis Browns   | 1916      | 154    | 79     | 75     | .513   | 5.      | –         | –         | –         | –                   |
| St. Louis Browns   | 1917      | 154    | 57     | 97     | .370   | 7.      | –         | –         | –         | –                   |
| St. Louis Browns   | 1918      | 46     | 22     | 24     | .478   | kirúgva | –         | –         | –         | –                   |
| SLB:               | SLB:      | 354    | 158    | 196    | .446   | –       | 0         | 0         | –         | –                   |
| Összesen:          | Összesen: | 1264   | 683    | 582    | .540   | –       | 4         | 2         | .667      | –                   |

## Fordítás
- Ez a szócikk részben vagy egészben  a   Fielder Jones című angol Wikipédia-szócikk ezen változatának fordításán alapul.  Az eredeti cikk szerkesztőit annak laptörténete sorolja fel. Ez a jelzés csupán a megfogalmazás eredetét és a szerzői jogokat jelzi, nem szolgál a cikkben szereplő információk forrásmegjelöléseként.